# Tejutla
Tejutla – miasto na południowym zachodzie Gwatemali, w departamencie San Marcos. Według danych szacunkowych z 2012 roku liczba mieszkańców wynosiła 2789 osób. 
Tejutla leży około 30 km na północny od stolicy departamentu – miasta San Marcos, w górach Sierra Madre de Chiapas, u podnóża wulkanu Tajumulco (około 15 km od wierzchołka), najwyższej góry Gwatemali wznoszącej się na wysokość 4220 m n.p.m. Miejscowość leży na wysokości 2520 metrów nad poziomem morza.

## Gmina Tejutla
Miejscowość jest także siedzibą władz gminy o tej samej nazwie, która jest jedną z dwudziestu dziewięciu gmin w departamencie. W 2012 roku gmina liczyła 33 184 mieszkańców. Gmina jak na warunki Gwatemali jest średniej wielkości, a jej powierzchnia obejmuje 142 km². Ludność gminy jest zróżnicowana  etnicznie, dominuje ludność metyska a z Indian najliczniejszą grupą są posługujący się majańskim językiem mam. Mieszkańcy gminy utrzymują się głównie z rolnictwa.